# La Godefroy
Godefroy – miejscowość i gmina we Francji, w regionie Normandia, w departamencie Manche.
Według danych na rok 1990 gminę zamieszkiwało 155 osób, a gęstość zaludnienia wynosiła 42 osoby/km² (wśród 1815 gmin Dolnej Normandii Godefroy plasuje się na 731. miejscu pod względem liczby ludności, natomiast pod względem powierzchni na miejscu 993.).